# New Spirit of St. Louis Organization
Die New Spirit of St. Louis Organisation ist ein Hauptsponsor der X-Prize Foundation.
Die Namensgeber dieser Organisation wurden von einer Gruppe inspiriert, die sich 1925 gebildet hat. In St. Louis hatten sich einige Personen zusammengefunden, die Design, Entwicklung und Bau eines Flugzeugs finanzierten, mit dem Charles Lindbergh versuchen sollte, den Orteig-Preis zu gewinnen. Zwei Jahre später gewann Lindbergh das Preisgeld in Höhe von 25.000 US-Dollar. Sein Flugzeug trug nach der Organisation den Namen Spirit of St. Louis.

## Mitglieder im Jahr 2004
Im Jahr 2004 hatte die Organisation 75 Mitglieder, wobei die Mitgliederzahl auf 100 begrenzt war. Jedes Mitglied zahlte der X-Prize Foundation einen Mindestbeitrag in Höhe von 25.000 US-Dollar. Ihr gehörten zu diesem Zeitpunkt unter anderem folgende Mitglieder aus St. Louis an: Andy Taylor, CEO der Enterprise Rent-A-Car; John McDonnell, Vorsitzender der McDonnell Douglas Foundation und William Danforth, Kanzler der Washington University. 
Andere Unterstützer im Jahr 2004 waren die Autoren Tom Clancy und Arthur C. Clarke; Adeo Ressi, Mitgründer der Firma Sophos Partners; Richard Garriott, Gründer der Firma Origin Systems; Anousheh Ansari und Amir Ansari, die Gründer der Firma Telecom Technologies, Inc.; J. Barry Thompson, Direktor der North American Architecture für UBS Warburg; Elon Musk, CEO und Mitinhaber von Tesla und SpaceX; sowie Erik Lindbergh, der Enkel von Charles Lindbergh.